# Verenigde Republiek
Verenigde Republiek is het volkslied van Jemen. Het werd geschreven door Abdallah "al-Fadhool" Abdulwahab Noman op muziek door Ayob Tarish. Het lied was al het volkslied van Zuid-Jemen, maar werd het volkslied van één verenigd Jemen in 1990.

## Arabische tekst
رددي أيتها الدنيا نشيدي

ردديه و أعيدي و أعيدي 

و اذكري في فرحتي كل شهيد 

و امنحيه حللاً من ضوء عيدي 

رددي أيتها الدنيا نشيدي 

عشت إيماني و حبي أممياً 

و مسيري فوق دربي عربياً 

و سيبقى نبض قلبي يمنياً 

لن ترى الدنيا من بعدي وصياً

## Latijnse Tekst
Raddidi Ayyatuha 'D-dunya Nashidi 

Raddidihi Wa-a 'idi Wa-a idi

Wa 'Dhkuri Fi Farhati Kulla Shahidi

Wa'Mnahihi Hullalan Min Daw'i Idi

Raddidi Ayyatuha 'D-dunya Nashidi

'Ishtu Imani Wa-hubbi Umamiyya

Wa-masiri Fawqa Darbi Arabiyya

Wa-sayabqa Nabdu Qalbi Yamaniyya

Lan Tara 'D-dunya Ala Ardi Wasiyya.
Onafhankelijke staten: Afghanistan · Armenië · Azerbeidzjan · Bahrein · Bangladesh · Bhutan · Brunei · Cambodja · China · Cyprus · Filipijnen · Georgië · India · Indonesië · Irak · Iran · Israël · Japan · Jemen · Jordanië · Kazachstan · Kirgizië · Koeweit · Laos · Libanon · Maldiven · Maleisië · Mongolië · Myanmar · Nepal · Noord-Korea · Oezbekistan · Oman · Oost-Timor · Pakistan · Qatar · Rusland · Saoedi-Arabië · Singapore · Sri Lanka · Syrië · Tadzjikistan · Thailand · Turkije · Turkmenistan · Verenigde Arabische Emiraten · Vietnam · Zuid-Korea
Niet algemeen erkende landen: Abchazië · Nagorno-Karabach · Palestina · Taiwan · Turkse Republiek Noord-Cyprus · Zuid-Ossetië